# Södra Banatet

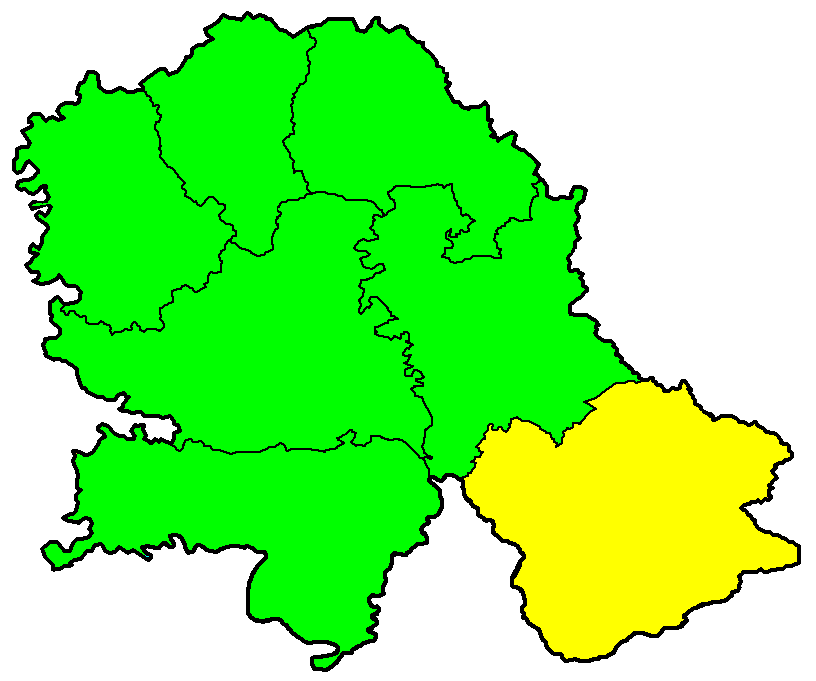
Södra Banatet i Vojvodina.

Södra Banatet (serbiska: Јужнобанатски округ eller Južnobanatski okrug) är ett distrikt i Vojvodina i Serbien, beläget i den serbiska delen av det historiska landskapet Banatet. Distriktet har 313 937 invånare (2002). Den största staden och distriktets säte är Pančevo. I distriktet finns nästan enbart slättland.

## Administrativ indelning
Södra Banatet består av följande åtta kommuner:
- Alibunar
- Bela Crkva
- Kovačica
- Kovin
- Opovo
- Plandište
- Pančevo
- Vršac

## Demografi
Folkgrupper 2002:
- Serber: 220 641 (70.28%)
- Rumäner: 21 618 (6.88%)
- Ungrare: 15 444 (4.91%)
- Slovaker: 15 212 (4.84%)
- Makedonier: 7 636 (2.43%)
- Romer: 6 268 (1.99%)
- Jugoslaver: 5 687 (1.81%)